# Lasówka wzorzysta
Lasówka wzorzysta (Setophaga angelae) – endemiczny, rzadki gatunek ptaka z rodziny lasówek (Parulidae), występujący na karaibskiej wyspie Portoryko. Odkryty w 1968, opisany w 1972. Łacińska nazwa – angelae – pochodzi od imienia współodkrywczyni gatunku – Angeli Kepler. Ptak jest owadożerny, żywi się insektami żerującymi na liściach drzew. Nie wyróżnia się podgatunków.
Z powodu niewielkiej populacji i ograniczonego środowiska, ptak został objęty ochroną w 1982. IUCN od 2017 uznaje go za gatunek zagrożony (EN – Endangered). Lasówka wzorzysta nie jest bezpośrednio zagrożona, ponieważ większość lasów, w których żyje, jest prawnie chroniona, ale introdukowane gatunki, takie jak szczury i mangustowate, ograniczanie środowiska życia i klęski żywiołowe stanowią potencjalne zagrożenia dla populacji.

## Odkrycie
Lasówka wzorzysta jest jednym z 34 przedstawicieli rodzaju Setophaga. Została po raz pierwszy zaobserwowana w 1968 przez małżeństwo badaczy Camerona i Angelę Keplerów podczas wyprawy mającej na celu poznanie dwóch innych endemicznych gatunków Portoryko – płaskodziobka długodziobego i amazonki niebieskoskrzydłej. 18 maja 1971 przedstawiciel lasówki został schwytany w lesie tropikalnym El Yunque, który w tym czasie był uważany za jedyne środowisko jej życia. W styczniu 1972 Cameron Kepler i Kenneth Parkes opisali i nazwali tego przedstawiciela rodziny lasówek. Był to pierwszy opisany karaibski gatunek ptaka od 1927, i pierwszy opisany gatunek Portoryko w XX wieku.

## Opis
Grzbiet lasówki wzorzystej jest czarny z białymi plamami, brzuch biały, czarno nakrapiany. Inne cechy gatunku to ciemnobrązowe oczy, białe łaty na uszach i karku, białe obwódki wokół oczu i dwie białe plamy na piórach ogona. U ptaka występują także cechy charakterystyczne dla całego rodzaju Setophaga – długi dziób, krótkie, okrągłe skrzydła (53,8 mm długości). Młode osobniki różnią się od rodziców – przez pierwszy rok życia mają szaro-zielony grzbiet i stopniowo linieją od lipca do października. Przeciętna długość ciała lasówki wzorzystej wynosi 12,5 cm, przeciętna masa ciała to 8,4 g. Nie występuje dymorfizm płciowy.

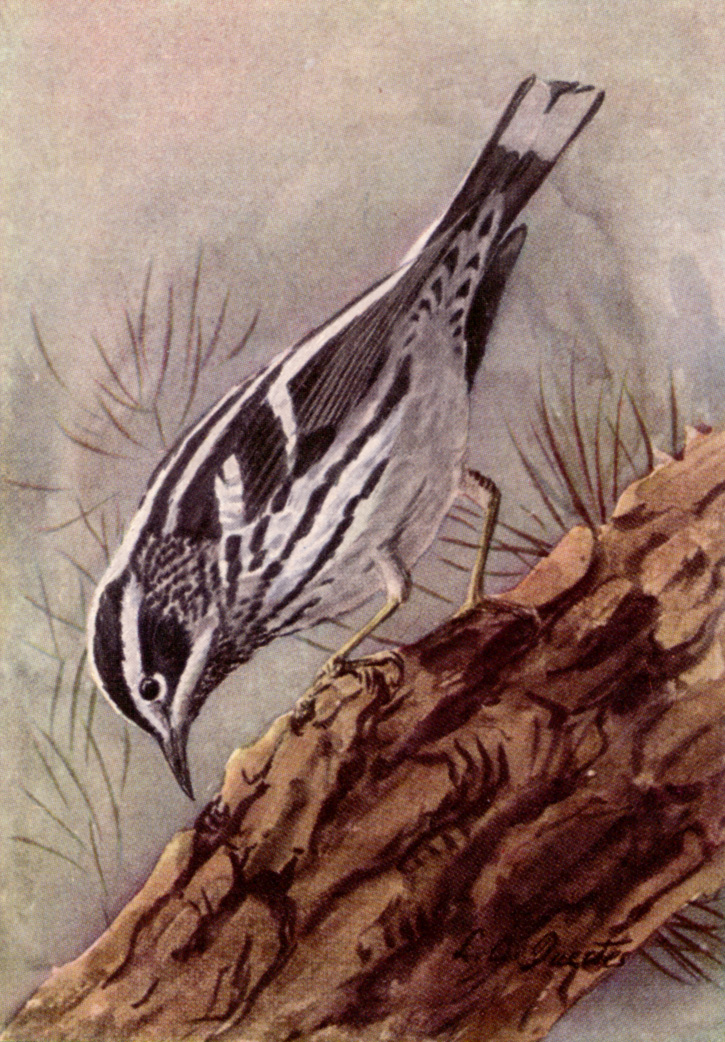
Pstroszka, gatunek często mylony z lasówką wzorzystą

Lasówka wzorzysta jest często mylona z pstroszką (Mniotilta varia) – gatunkiem zimującym na Portoryko od września do początku maja. Główna fizyczna różnica to otoczenie oczu ptaków. Lasówka wzorzysta ma niepełne białe obwódki, pstroszka dwa białe pasy wokół oczu i białą dolną część obwódki. Inną różnicą jest czubek głowy – u lasówki wzorzystej czarny, u pstroszki z białym pasem pośrodku.

## Populacja i występowanie
Gdy odkryto gatunek, lasówka wzorzysta była uważana za ptaka zamieszkującego tereny położone wysoko nad poziomem morza (640 do 1030 metrów), w lesie tropikalnym El Yunque, na wschodzie Portoryko. Drzewa na tym terenie rzadko przekraczają 5 metrów wysokości, las charakteryzuje się sztywnymi, grubymi gałęziami, twardymi liśćmi i gęstym zaroślem idealnym jako kryjówka przed drapieżnikami. Podczas późniejszych badań odkryto jeszcze trzy populacje w innych lasach na wyspie. Ostatecznie ustalono, że ptaki te migrują czasem w niższe partie lasu nawet do wysokości 370–600 m n.p.m.

Liczba przedstawicieli lasówki wzorzystej (2001)

We wrześniu 1989 huragan Hugo uderzył w centralną i wschodnią część Portoryko, wpływając na trzy spośród czterech znanych populacji lasówki wzorzystej. Badania przeprowadzone dwa lata później w lesie Toro Negro w centralnej części wyspy nie ujawniły obecności ani jednego osobnika z gatunku. Niedawne badania sugerują, że z przyczyn dotąd nieznanych lasówki na tym terenie wyginęły. Obecnie co 3–4 lata przeprowadzane jest liczenie lasówek wzorzystych przez portorykański oddział organizacji Breeding Bird Survey. Ostatnia ocena IUCN, wydana na podstawie danych z 2008 i 2016, oblicza populację lasówki na 2700 osobników, w tym około 1800 osobników dorosłych.

## Dieta i zwyczaje
Lasówka wzorzysta występuje zazwyczaj w najwyższych partiach lasów, gdzie poluje na owady. Zazwyczaj żeruje wspólnie z innymi gatunkami, takimi jak pstroszka, trelnik i piwik antylski. Lasówka wzorzysta chwyta owady najczęściej zbierając je z roślin, ale także łowi je w locie i (najrzadziej) wygrzebuje z ziemi niczym kurczak.
Śpiew i wołanie lasówki wzorzystej trudno usłyszeć. Stworzenia te mają subtelny głos, podobny do głosu cukrzyka, najczęściej spotykanego ptaka Portoryko. Śpiew jest serią krótkich, szybko wydawanych, raczej niemuzykalnych dźwięków o zmiennej głośności, kończących się serią nieco niższych odgłosów. Wołanie zostało opisane jako pojedynczy, krótki, metaliczny dźwięk.
Lasówka wzorzysta rozmnaża się od marca do czerwca. Oboje rodzice zajmują się budową gniazda i wychowem piskląt. Gniazdo jest budowane blisko pnia wewnątrz suchych, opadłych liści drzew, zazwyczaj z rodzaju Cecropia (materiał nie używany przez żaden inny gatunek z rodziny Parulidae), na drzewach Bulbophyllum wadsworthii. Gniazdo jest dobrze ukryte, zlokalizowane na wysokości 1,3 do 7,6 metra nad ziemią. Ma kształt filiżanki i jest zbudowane z korzeni, gałązek i suchych liści drzew Chusquea abietifolia, B. wadsworthii i Panicum maximum. Wnętrze gniazda jest wymoszczone włóknami C. abietifolia, suchymi liśćmi i inną roślinną materią. Samice wysiadują 2 lub 3 białe jajka z czerwono-brązowymi plamkami. Dieta piskląt składa się z owadów – dorosłych motyli i ich larw, szarańczaków.

## Zagrożenia i ochrona
Przetrwanie lasówki wzorzystej jest zagrożone dwoma czynnikami: drapieżnikami i zniszczeniem lub zmianami w ich środowisku. Zwierzętami, które z pewnością polują na te ptaki, są łuskopiór żółtodzioby (Margarops fuscatus), krogulec zmienny (Accipiter striatus) i wymarła już na Portoryko wrona antylska (Corvus leucognaphalus). O łowy na lasówki podejrzewa się także dwa rodzime gatunki węży i kilka innych drapieżników (na podstawie skamieniałości). Gatunki sprowadzone przez człowieka, takie jak koty, psy, szczury i gatunek mangustowatych – Herpestes javanicus stanowią także potencjalne zagrożenie dla jaj lasówki. Zniszczenie środowiska lasówki wzorzystej może być spowodowane zarówno przez człowieka, jak i przez naturę. Ludzie niszczą środowisko m.in. poprzez wycinkę lasów i budowę szlaków komunikacyjnych. Naturalne zniszczenia są powodowane przez klęski żywiołowe, takie jak pożary lasów i huragany.
W 1982 lasówka wzorzysta została umieszczona na liście kandydatów do wpisania na federalną „Ustawę o gatunkach zagrożonych”. W 2005 grupa naukowców, artystów i ekologów złożyła petycję do administracji George’a H.W. Busha z prośbą o wpisanie 225 gatunków, włącznie z lasówką wzorzystą, do „Ustawy o gatunkach zagrożonych”. Z tych 225 gatunków jedna trzecia była na liście kandydatów od 20 lub więcej lat, a połowa od ponad 10 lat. Ostatnie badania ukazały także, że od stworzenia „Ustawy o gatunkach zagrożonych” w 1973 wyginęło 114 gatunków żyjących w USA, wiele z powodu słabej ochrony środowiska życia przez rząd federalny.
IUCN po raz pierwszy określiła status lasówki wzorzystej w 1988. Zaliczono ją wtedy do kategorii najmniejszej troski. W 1994 zmieniono status na „podwyższonego ryzyka”, w 2000 na „gatunek narażony”, a w 2017 na „gatunek zagrożony”. Tę ostatnią decyzję uzasadniono niewielkim obszarem występowania i malejącą liczebnością populacji wskutek utraty i degradacji siedlisk.